# مارگار وارژاپت
مارگار وارژاپت (مارگار آمیریان) (ارمنی: Մարգար Վարժապետ (Մարգար Ամիրյան)؛ زادهٔ ۱۸۵۸ - درگذشته ۱۸۹۳) یک فدایی و سیاستمدار اهل ارمنستان بود.

## زندگی‌نامه
وی با نام اصلی مارگار آمیریان (ارمنی: Մարգար Ամիրյան) در ۱۸۵۸ در واردنیس به دنیا آمد وی عضو فدراسیون انقلابی ارمنی بود. وی در ۱۸۹۳ در سن ۳۵ سالگی در بدلیس درگذشت .